# Kelly Taylor
Kelly Taylor – jedna z głównych fikcyjnych bohaterek amerykańskiego serialu telewizyjnego Beverly Hills, 90210 i jedna z najbardziej znanych ról zaprezentowanych przez aktorkę Jennie Garth.
W trakcie dziesięcioletniej emisji serialu, Kelly stała się - razem z granym przez Iana Zieringa Steve’em Sandersem i graną przez Kathleen Robertson, Clare Arnold - jedną z najbardziej rozwiniętych postaci w serialu. Bohaterka Kelly Taylor wystąpiła również w trzech odcinkach Melrose Place i odcinku Nyhetsmorgon. W 2005 głos Taylor pojawił się w pełnometrażowym filmie animowanym Głowa rodziny (Stewie Griffin: The Untold Story).

## Życiorys
Na początku serialu Kelly to typowa, rozpieszczona nastolatka mieszkająca w Beverly Hills. Uczęszcza do szkoły West Beverly High. Jest wysoką blondynką o niebieskich oczach i długich włosach. Prowadzi czerwone BMW. Jej najbliższymi przyjaciółkami są Donna Martin i Brenda Walsh. W kolejnych odcinkach ujawnia się głębsza osobowość Kelly. Wychodzi na jaw, że jest bardzo samotna, dorastała w atmosferze rozczarowania (z powodu problematycznej matki) i odrzucenia (z powodu braku ojca) i ocenia się ją powierzchownie, na podstawie wyglądu zewnętrznego.
W 3 sezonie zaangażowana w trójkąt miłosny Kelly-Brenda-Dylan i uzależniona od pigułek dietetycznych.
W sezonie 5 uwięziona w piwnicy Steve’a podczas wybuchu pożaru. Członkini kultu profesora Finleya.
W sezonie 6 uzależniona od kokainy.
W sezonie 7 zaszła w ciążę z Brandonem Walshem, która kończy się poronieniem, spowodowanym endometriozą.
 
Okazuje się, że Taylor może nigdy nie mieć dzieci.
W sezonie 8 niemalże wstępuje w związek małżeński z Brandonem.
W pilocie 90210 dowiadujemy się, że Kelly ma 4-letniego synka, Sammy’ego, którego ojcem jest Dylan McKay, a także że jest ona psychologiem szkolnym. W czasie trwania pierwszego sezonu, do domu Kelly wprowadza się Silver, jej przyrodnia siostra.
W 2 sezonie 90210 umiera jej matka, Jackie, na raka sutka.

## Filmografia
Na podstawie danych IMDb.
- 1990–2000 Beverly Hills, 90210 - 292 epizody
- 1992 Melrose Place - 3 epizody
- 1994 Nyhetsmorgon - 1 epizod
- 2005 Family Guy Presents Stewie Griffin: The Untold Story (głos)
- 2008–2010 90210 - 20 epizodów